# Neureclipsis melco
Neureclipsis melco là một loài Trichoptera trong họ Polycentropodidae. Chúng phân bố ở miền Tân bắc.